# 唐津市 (忠清南道)

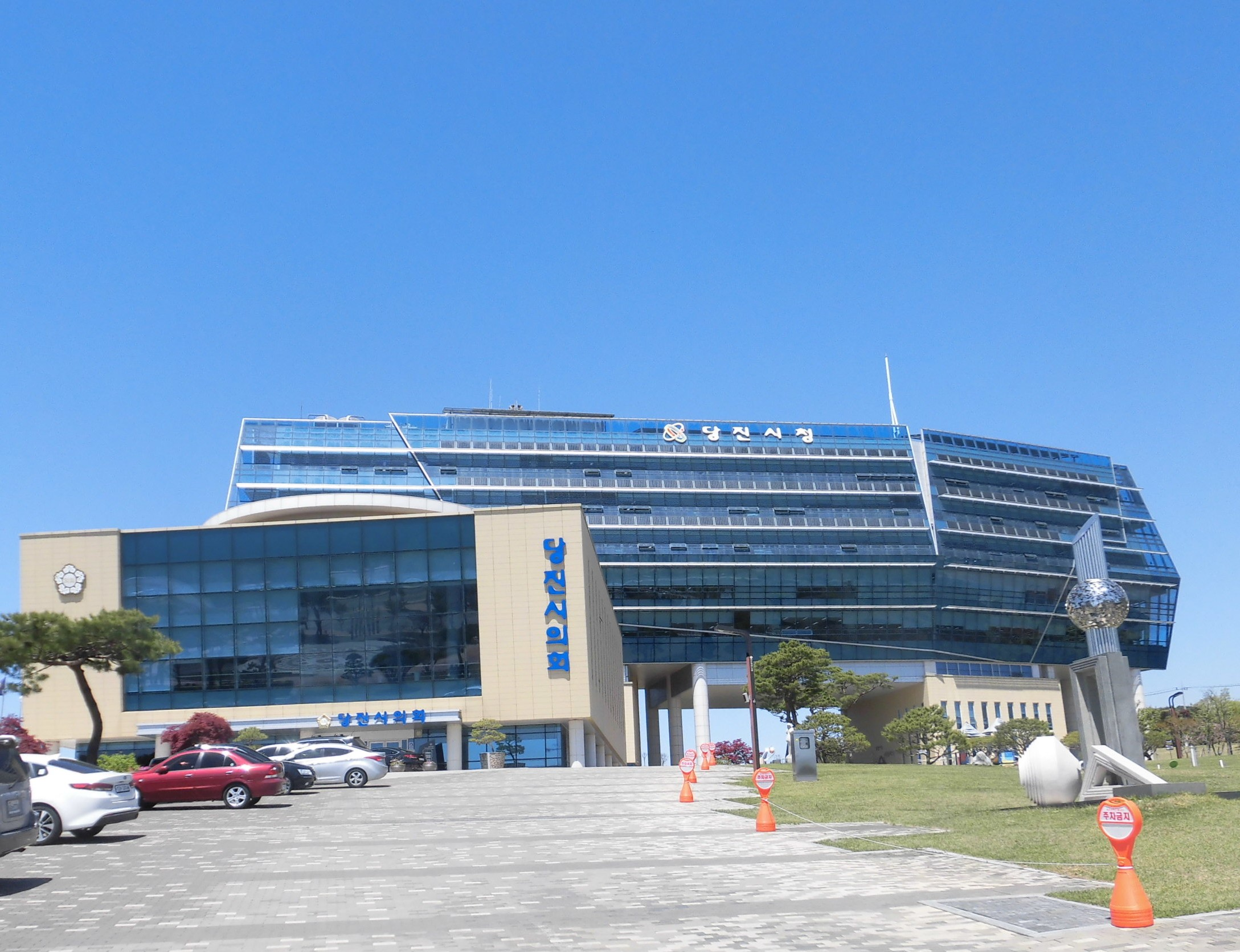
唐津市庁

唐津市（タンジンし、당진시）は、大韓民国忠清南道の市。市内を西海岸高速道路が通る。市のスローガンは「Energenic Dangjin」。

## 地理
- 山：峨嵋山
- 河川：挿橋川
- 湖沼：挿橋湖

### 隣接している自治体
- 牙山市、瑞山市、礼山郡

## 歴史
- 朝鮮太宗13年 - 忠清道唐津郡に県監を設置
- 朝鮮高宗32年 - 唐津郡（8面: 郡内、東面、南面、上大、下大、高山、外孟面、内孟面）
- 1914年4月1日 - 郡面併合により、唐津郡・沔川郡の区域をもって、改めて唐津郡が発足。唐津郡に以下の面が成立。（10面）
  - 螭背面・高大面・石門面・馬岩面・松山面・順城面・泛川面・合徳面・松嶽面・新平面

| 朝鮮総督府令第111号 |                                      |            |
| 旧行政区域          | 旧行政区域                           | 新行政区域 |
| 唐津郡              | 郡内面、東面、南面                   | 螭背面     |
| 唐津郡              | 内孟面、外孟面、島洞面、高山面の一部 | 石門面     |
| 唐津郡              | 高山面の一部、上大面、下大面         | 高大面     |
| 沔川郡              | 邑内面、松岩面、馬山面               | 馬岩面     |
| 沔川郡              | 加禾面、徳頭面、竹林面、浄界面       | 順城面     |
| 沔川郡              | 泛川面、二西面                       | 泛川面     |
| 沔川郡              | 昇仙面、中興面、蓀洞面、草川面       | 松嶽面     |
| 沔川郡              | 松山面、甘泉面、倉宅面               | 松山面     |
| 沔川郡              | 県内面、新南面、新北面               | 新平面     |
| 沔川郡              | 菲芳面、合南面、合北面               | 合徳面     |

| 府令第111号 |            |                                          |
| 旧行政区画 | 新行政区画 | 新行政区画                               |
| 郡内面어리/태성리 일부、성내리/동문리/남문리/북문리/서문리 일부/교동/무수동、금곡리/탑동/백암동/서문리 일부                                                                                                   | 螭背面     | 우두리、읍내리、채운리                   |
| 東面동고곡리/서고곡리/모동/(남면)토곡리 일부、자은동/동신촌리/서신촌리/상목리/입암리/상공리/하공리、석보리/정안리/율사리/여사동/이동/죽동/하목곡리                                                            | 螭背面     | 수청리、시곡리、원당리                   |
| 南面도곡리/도동 일부、어지곡리/오류동/소송리/상송리/하송리/송정리/토곡리/(면천군 정계면)갈산리、동산리/죽활리/성당리/도동 일부/(해미군 일도면)대운산리 일부、신촌리/발산리、옥현리/(해미군 일도면)모평리 일부 | 螭背面     | 구룡리、대덕리、사기소리、용연리、행정리 |
| 内孟面교로리/상원덕리/하원덕리、상삼봉리/하삼봉리/대삼봉리、대마도리/소마도리/사동/장고항리/한천리 | 石門面     | 교로리、삼봉리、장고항리                 |
| 外孟面송당리/찬동/외창리/삼화리 | 石門面     | 삼화리                                   |
| 島洞面난지도리、초락도리 | 石門面     | 난지도리、초락도리                       |
| 高山面송내리/덕거리/유티리/웅포리、만길동/사동/고산동、작동/장항리 일부/선교리/속사리 일부/(외맹면)영길동、장항리 일부/삼거리/선교리/속사리 일부                                                              | 石門面     | 통정리                                   |
| 高山面송내리/덕거리/유티리/웅포리、만길동/사동/고산동、작동/장항리 일부/선교리/속사리 일부/(외맹면)영길동、장항리 일부/삼거리/선교리/속사리 일부                                                              | 高大面     | 당진포리、성산리、장항리                 |
| 上大面신동/낙동/삼동/성촌 일부/(고산면)구로지리/(해미군 염솔면)삼곡리 일부、관동/저동/서송정리/계동/성촌 일부/(하대면)시동/서개정리、중흥리/화곡리/부곡리/(군내면)태성리 일부                                 | 高大面     | 옥현리、진관리、항곡리                   |
| 下大面선동/(고산면)개정리、사암리/해촌리/마술리、상용두리/하용두리/주동/석동/신곡리 | 高大面     | 대촌리、슬항리、용두리                   |
- 1917年10月1日（10面）[2]
  - 螭背面が唐津面に改称。
  - 馬岩面が沔川面に改称。
- 1942年10月1日 - 泛川面が牛江面に改称。（10面）
- 1957年11月6日 - 瑞山郡大湖芝面・貞美面を編入。[3]（12面）
- 1963年1月1日 - 唐津面が唐津邑に昇格。[4]（1邑11面）
- 1973年7月1日（2邑10面）[5]
  - 合徳面が合徳邑に昇格。
  - 貞美面の一部が瑞山郡雲山面に編入。
- 1995年6月27日 - 郡守選、金洛聖が当選。
- 1998年6月4日 - 郡守選、金洛聖が再選。
- 2002年6月13日 - 郡守選、金洛聖が三選。
- 2004年6月5日 - 郡守選、閔宗基が当選。
- 2006年5月31日 - 郡守選、閔宗基が再選。
- 2010年1月1日 - 松嶽面が松嶽邑に昇格。[6]（3邑9面）
- 2011年6月2日 - 郡守選、李喆煥（自由先進党）が当選。
- 2012年1月1日 - 唐津郡が唐津市に昇格。[7]（2邑9面）
  - 唐津邑が3つの行政洞（唐津1洞、唐津2洞、唐津3洞）に分割。[8]

## 行政

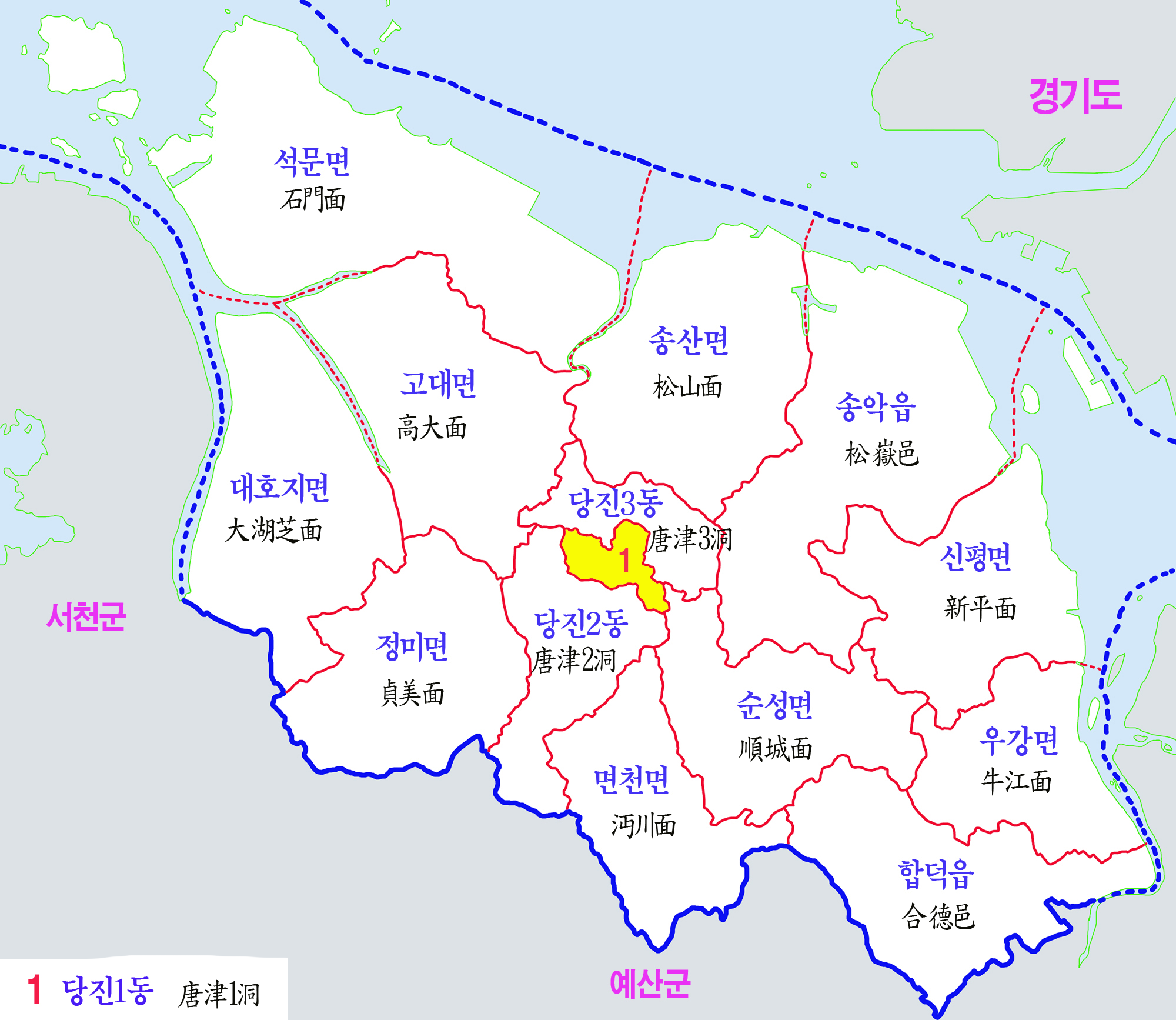
行政区域図

- 市長：李喆煥（이철환）
- 市議会：12名
  - 選挙区：10名（4選挙区）
  - 比例区：2名

### 行政区画
| 行政洞・邑・面 | 法定洞・法定里 |
| -------------- | --- |
| 唐津1洞        | 邑内洞、水清洞 |
| 唐津2洞        | 彩雲洞、大徳洞、杏亭洞、龍淵洞、沙器所洞、九龍洞 |
| 唐津3洞        | 牛頭洞、元堂洞、柿谷洞 |
| 合徳邑         | 道谷里、素々里、石隅里、雲山里、城東里、大合徳里、大典里、新里、新石里、玉琴里、島里、合徳里、鮎元里、新興里                                                                     |
| 松嶽邑         | 機池市里、佳橋里、芳渓里、本堂里、青衿里、鳳橋里、光明里、盤村里、霊川里、金谷里、全垈里、桃源里、伏雲里、中興里、梧谷里、富谷里、漢津里、古垈里、月谷里、井谷里、石浦里、佳鶴里 |
| 高大面         | 唐津浦里、大村里、城山里、瑟項里、玉峴里、龍頭里、長項里、真館里、項谷里 |
| 石門面         | 橋路里、蘭芝島里、三峰里、三花里、長古項里、草落島里、通丁里 |
| 沔川面         | 大峙里、文峰里、沙器所里、三雄里、城上里、城下里、松鶴里、元東里、栗寺里、自開里、竹東里                                                                                         |
| 松山面         | 佳谷里、錦岩里、堂山里、道門里、東谷里、梅谷里、明山里、無愁里、芙谷里、三月里、上巨里、松石里、柳谷里                                                                           |
| 順城面         | 葛山里、光川里、羅山里、白石里、本里、鳳巣里、城北里、阿賛里、楊柳里、玉湖里、中方里                                                                                             |
| 牛江面         | 江門里、孔浦里、内鯨里、大砲里、富長里、成元里、細柳里、小斑里、松山里、新村里、元峙里、倉里                                                                                     |
| 新平面         | 巨山里、金川里、南山里、道城里、梅山里、富寿里、上梧里、新堂里、新松里、新興里、雲井里、草垈里、寒井里                                                                           |
| 大湖芝面       | 桃李里、杜山里、馬中里、沙城里、松田里、長井里、赤鼠里、調琴里、出浦里 |
| 貞美面         | 大雲山里、大鳥里、徳馬里、徳三里、道山里、梅坊里、模坪里、鳳生里、鳳城里、士冠里、山城里、寿堂里、升山里、臣是里、愚山里、天宜里、下城里                                         |

### 警察
- 唐津警察署

### 消防
- 唐津消防署

## 文化・観光
- 機池市の綱引き
  - 毎年4月に、直径1m・長さ200mの綱を用いた綱引き（機池市綱引き民俗祭り）が行われる。機池市綱引き博物館がある。

- ウェモクの日の出
  - 半島西岸の都市であるが、牙山湾と黄海に突き出た半島からは日の入りも日の出も見られる。毎年初日の出を拝む祭りがおこなわれる他、ドラマ「悲しき恋歌」のロケ地となった。

## 経済・産業

### 工場
- 現代製鉄 - かつての韓宝鉄鋼の資産を引き継いだもの[9]
  - 現代ハイスコ - 2015年、現代製鉄に経営統合
- 東部製鉄 - 2014年に経営不振により電気炉を止めている。

## 姉妹都市・提携都市

### 海外
- スノホミッシュ郡（アメリカ合衆国・ワシントン州）
  - 提携時期不明
- バーゲン郡（アメリカ合衆国・ニュージャージー州）
  - 2000年12月1日友好親善交流協定締結
- 鉄嶺市（中華人民共和国・遼寧省）
  - 2002年8月28日友好親善交流協定締結
- 汪清県（中華人民共和国・吉林省延辺朝鮮族自治州）
  - 2002年9月友好親善交流協定締結
- 大仙市（日本・秋田県）
  - 2007年8月友好交流に関する協定締結
  - 2015年4月友好増進協約締結

## 交通

### 鉄道
- 韓国鉄道公社（KORAIL）
  - 西海線：合徳駅

### バス
- 唐津総合バスターミナル　市庁から1kmほど北にある。
  - 高速バスは2路線で、ソウル高速バスターミナル（湖南線）からは30分間隔で運行し、所要時間は1時間40分。大田へは1時間間隔。
  - 市外バスは仁川国際空港・金浦国際空港・天安・平沢などからの便がある。
- 合徳ターミナル　市の南東部にある。

### 高速道路
- 西海岸高速道路
  - 唐津ジャンクション - 唐津インターチェンジ - 松嶽インターチェンジ - 行淡島（オーシャンパークリゾート）サービスエリア

### 船舶
- 唐津港

## 施設

### 教育施設
- 新星大学校

### 宗教施設
- 安国寺
- 霊塔寺
- 申庵寺

### その他の施設
- KBS唐津送信所　KBS韓民族放送第1放送の送信所。なお、KBSの地域放送は大田放送総局のエリアとなる。

## 出身有名人
- 金大建（カトリック教会の司祭）
- 柳昌国（俳優）